# Paradise Park (Kalifornija)
Paradise Park je naseljeno područje za statističke svrhe u američkoj saveznoj državi Kalifornija. Prema popisu stanovništva iz 2010. u njemu je živjelo 389 stanovnika.